# دستگرد (کوهپایه)
دستگرد یک روستا در ایران است که در بخش کوهپایه استان اصفهان واقع شده‌است. دستگرد ۳۰ نفر جمعیت دارد.